# Marlon Kicken
Marlon Kicken (Willemstad, 12 september 1973) is een Nederlandse stand-upcomedian en tonprater.

## Biografie
Kicken werd geboren op Curaçao, maar groeide op bij een adoptiegezin in Aarle-Rixtel. Daar werd hij in 2011 Prins Carnaval. Daarvoor al was hij actief als tonprater.
In 2009 kreeg Kicken zowel de jury- als publieksprijs van de Culture Comedy Award, een prijs voor comedytalent uit Nederland en België. In 2013 stond hij centraal in een aflevering van de NTR-serie Grimassen. In 2018 speelde Kicken een rol in Smeris.
De voorstelling Draadloos moest Kicken staken toen de theaters tijdens de coronacrisis in Nederland hun deuren sloten. In november 2021 lag hij drie weken in coma wegens een coronabesmetting. Later pakte hij Draadloos weer op.

## Theatervoorstellingen
- Vanaf 2014: Nee Gij!
- Vanaf 2016: BaKo
- Vanaf 2018: In de lift
- Vanaf 2020: Draadloos
- Vanaf 2023: Getekend
- Vanaf 2025: Maestro